# Gianluca Mager
Gianluca Mager (født 1. december 1994 i Sanremo, Italien) er en professionel tennisspiller fra Italien.